# 王錕
王錕（1748年—1800年），字振伯，江蘇吳江縣（今江蘇省蘇州市吳江區）同里人。清朝政治人物。

## 生平
乾隆四十三年（1778年）戊戌科二甲第四十四名進士。授兵部主事，遷郎中，乾隆五十五年（1790年）出官直隸大名府知府。調保定府。歷署清河道、通永道、永定河道。嘉慶初，調甘肅鞏秦階道。嘉慶四年（1799年）授浙江按察使，暫留甘省辦理堡寨團練鄉勇事宜，積勞病卒。曾光祿寺卿，崇祀昭忠祠。